# Masayoshi Okada
Masayoshi Okada (japonès: 岡田正義)  (Hōya, maig 1958) és un exàrbitre de futbol japonès. Va ser elegit "Àrbitre japonès de l'any 2007" i es va retirar el 2009.

## Carrera professional
Va arbitrar en competicions importants:
- Copa Kirin 1994 (1 partit)
- Copa del Món de Futbol Sub-20 de 1995 (1 partit)
- Copa Kirin 1995 (1 partit)
- CAN 1996 (2 partits)
- Copa d'Àsia de 1996 (3 partits)
- Copa del Món de la FIFA de 1998 (1 partit)
- Copa Amèrica 1999 (1 partit)
- Copa Kirin 2001 (1 partit)